# Tridentella virginiana
Tridentella virginiana là một loài chân đều trong họ Tridentellidae. Loài này được Richardson miêu tả khoa học năm 1900.